# 阿比盖尔·A·萨利尔斯
阿比盖尔·A·萨利尔斯（英語：Abigail A. Salyers，1942年12月24日—2013年11月6日）是一位美国微生物学家，主要研究方向为腸道菌群中的抗生素抗藥性和可动遗传因子，曾获得过苏黎世联邦理工学院的荣誉学位并担任过美国微生物学会主席。